# Железнодорожный (Нижегородская область)
Железнодоро́жный — посёлок в городском округе город Бор Нижегородской области России.

## География
Расположен у железнодорожной станции Киселиха (на линии Нижний Новгород — Котельнич).
Село расположено вблизи реки Линда, находится в 20 км от областного центра — Нижнего Новгорода.

## Инфраструктура
В посёлке имеются детский сад, школа, несколько магазинов, супермаркет, а также отделение почты и сбербанка.
В конце 2013 г. в посёлке организовано водоснабжение от водозабора «Ивановский кордон» (артезианская скважина, глубина примерно 30 м), что кардинально изменило качество питьевой воды.

## СМИ
Кабельное телевидение предоставлено  оператором компанией РосТелеком.
Проводной интернет предоставлен оператором РосТелеком и ЛинкТелеком.